# История почты и почтовых марок Эфиопии
История почты и почтовых марок Эфиопии подразделяется на несколько периодов:
- древний и домарочный периоды,
- организации почтовой связи (1893—1908),
- становления почтовой службы после вступления страны в Всемирный почтовый союз (ВПС; 1908—1919),
- межвоенный период (1920—1935),
- итальянской оккупации (1936—1938) и нахождения Эфиопии в составе Итальянской Восточной Африки (1938—1941),
- послевоенный период правления Хайле Селассие I (до 1974),
- Социалистической Эфиопии (1974—1991),
- период перехода власти к Революционно-демократическому фронту народов Эфиопии и образования Федеративной Демократической Республики Эфиопии (после 1992).

Эфиопия является членом ВПС (с 1908), а её современным почтовым оператором страны выступает Почтовая служба Эфиопии.

Фрагмент (часть адресной стороны) аэрограммы Эфиопии, посланной из Аддис-Абебы в Москву в 1969 году

## Развитие почты

### Ранняя история
История почты на территории современной Эфиопии ведёт свой отсчёт с эпохи Древнего Египта. Ещё при фараонах IV династии (2900—2700 до н. э.) служба специальных пеших (скороходов) и конных гонцов достигала по военным дорогам земель Эфиопии.

### Домарочный период
В более новые времена послания в Эфиопии, одном из старейших независимых государств в Африке, доставляли гонцы — так называемые «мэлэктенья» (méléktegna), которые переносили письма прикреплёнными к длинной палке, покрывая более ста километров в день.
Во время вторжения в Абиссинию в 1867—1868 годах британского экспедиционного корпуса, кульминационным моментом которого стала битва при Мэкдэле (у деревушки, ныне известной как Амба-Марьям), в ноябре 1867 года англичане открыли отделение полевой почты в городе Массауа (в то время это был эфиопский порт), где использовались почтовые марки Британской Индии. В 1875 году территория Харара была оккупирована Египтом и в следующем году там было открыто почтовое отделение. На отправляемые оттуда письма наклеивались почтовые марки Египта, которые гасились почтовым штемпелем с изображением мальтийского креста.

### Организация почты
В период с 1893 по 1908 год на территории современной Эфиопии была организована почтовая связь и состоялся первый выпуск почтовых марок. В частности, в 1893 году император Менелик II поручил двум своим иностранным советникам — французу Леону Шефно и швейцарскому инженеру Альфреду Ильгу организовать современную почтовую службу на территории Абиссинской империи, предоставив им частную концессию. В 1894 году была выпущена первая серия почтовых марок семи номиналов от четверти до 16 гершей. Каталожная оценка всей серии в негашеном виде составляет всего 25 евро.
В 1895 году в Энтото (с 1901 года — Аддис-Абеба) и Хараре были открыты первые эфиопские почтовые отделения. В том же году впервые было налажено регулярное еженедельное почтовое сообщение между Джибути и Хараром. В 1906 году в связи с сооружением железной дороги начало работать почтовое отделение в Дыре-Дауа, а затем и в ряде других городов по этому маршруту.

### Дальнейшее развитие
В 1908 году состоялось вступление страны в ВПС. К 1928 году в почтовой службе Эфиопии числилось 645 почтовых служащих в 40 почтовых отделениях (три из них в Аддис-Абебе), перевозку корреспонденции осуществляли 100 почтовых лошадей и семь автомашин.
Оккупировавшие Эфиопию в 1936 году итальянцы ликвидировали почтовые отделения в регионах, оставив их только в Хараре, Дыре-Дауа и Аддис-Абебе. После освобождения страны в 1941 году началось восстановление почтовой связи. Для ускорения восстановления разрушенной войной телекоммуникационной сети было создано {{d-l|Министерство почт, телеграфов и телефонов. В 1953 году почтовое и телекоммуникационное ведомства были разделены.
К 1964 году на территории страны работало всего 68 почтовых отделений.
Изданным в 1966 году указом № 240 была сформирована административная инфраструктура для улучшения, расширения и модернизации почтовой связи. Почтовое ведомство стало самостоятельным департаментом с генеральным директором во главе в составе Министерства почт, телеграфов и телефонов. Территория страны была разбита на 12 почтовых округов, возглавляемых главным почтмейстером и подчинённых Управлению почтовой связи в Аддис-Абебе. Почтовая служба Эфиопии получила право осуществлять перевозку почтовых отправлений и оказывать все связанные этим услуги, в том числе получать, забирать, пересылать и вручать почтовые отправления, принимать и переводить ограниченные денежные суммы посредством почтовых и телеграфных переводов, осуществлять пересылку бандеролей и посылок, предоставлять филателистические и связанные с ними услуги, а также оказывать агентские услуги.
Сооружение в 1969 году здания центрального почтамта обеспечило почтовую службу достаточными площадями для внедрения новых видов почтовых услуг.

### Современность
К 1974 году, когда был свергнут Хайле Селассие I, на территории страны функционировали более 370 почтовых отделений. К 1979 году в Эфиопии насчитывалось 22 528 почтовых ящиков и 607 почтовых отделений, из них в 90 почтамтах предлагались почтовые, сберегательные услуги и услуги по переводу денег, 305 представляли собой почтовые отделения, 219 — почтовые бюро, оказывавшие лишь один или два вида услуг. К середине 1980-х годов их число возросло до 700, при этом в столице работало 16 почтовых отделений и девять почтамтов. Почтовая связь находилась в ведении министерства транспорта и коммуникаций Эфиопии и имела трёхуровневую структуру: почтамты, почтовые отделения, служба почтальонов.
В 1989 году эфиопская почтовая служба начала оказывать услуги экспресс-доставки EMS.
В 2011 году в Эфиопии насчитывалось более 1200 почтовых отделений (1016 из них постоянно действующие) и свыше 170 тысяч почтовых ящиков. По оценкам, одно почтовое отделение обслуживает 79 116 жителей, а один абонементный почтовый ящик приходится на 558 человек.

## Выпуски почтовых марок

### Первые марки
В 1894 году по поручению Менелика II Л. Шефно и А. Ильг заказали изготовление первой серии из семи эфиопских почтовых марок французской фирме фр. Ateliers de fabrication des timbres-poste в Париже. Марки выгравировал по рисунку Ж. Лагранжа известный французский гравёр Э. Мушон. Дизайн марок основывался на монете Менелика номиналом в 1 талер, которая чеканилась Парижским монетным двором. На марках четырёх низких номиналов был изображён Менелик II в коронационной короне, на остальных трёх марках более высоких номиналов было изображение геральдического Льва от колена Иудина (был также представлен на эмблеме Эфиопии до 1974 года). Название страны обозначено в верхней части марок на амхарском языке, номиналы марок (¼, ½, 1, 2, 4, 8 и 16 гершей) указаны внизу[≡]. Марки были напечатаны типографским способом на бумаге без водяных знаков в листах по 300 марок, разрезанных по 150 штук (10 × 15).
Всего было напечатано 2 816 860 марок. Из них Шефно привёз в январе 1895 года в Эфиопию 135 тысяч серий (945 тысяч марок), остальные продавались коллекционерам во Франции парижским филателистическим дилером А. Мори.
Позднее, в 1900 году, их можно было купить на Всемирной выставке 1900 года в Париже. На территории Эфиопии марки первого выпуска появились в обращении в Хараре 29 января 1895 года, в Энтото (будущей Аддис-Абебе) — в мае 1895 года.

### Последующие эмиссии
С 1909 года на эфиопских марках появились надписи и на французском языке: «Postes ethiopiennes» («Эфиопская почта»)[≡] и «Ethiopie» («Эфиопия»)[≡].
Вступление страны в ВПС было отмечено выпуском в 1909 году серии из семи почтовых марок с текстами на амхарском и французском языках и с номиналом в гершах.
Коронация императрицы Заудиту и регентство принца Тафари были отмечены в 1917 году надпечатками на марках выпуска 1909 года, что положило начало выходу памятных марок Эфиопии. В 1919 году вышла новая серия стандартных марок 15 номиналов с портретами Заудиту и Тафари и изображениями различных местных животных и с надписью «Ethiopie» («Эфиопия») на французском языке.
В 1928 году в обращении появилась серия из десяти марок с изображением Тафари и Заудиту. Вскоре на марках серии были сделаны надпечатки, вначале в ознаменование открытия почтамта в Аддис-Абебе, а через месяц — в честь коронации Тафари (текст надпечатки включал фразу «Negous Teferi» («Негус Тафари») латиницей. Надпечатками 1930 года были отмечены вначале объявление, а затем и коронация Тафари под именем Хайле Селассие (Haile Selassie). За этим последовала серия из семи марок с изображением коронационного монумента и различных символов империи.

### Послевоенный период
Первыми марками, выпущенными после освобождения страны, стала серия из трёх миниатюр с изображением Хайле Селассие, с номиналами, напечатанными прописными буквами. Через три месяца марки были перевыпущены, на этот раз в серии из восьми марок, при этом номиналы были обозначены всеми заглавными буквами.
Рисунок последующих выпусков обычно, хотя и не всегда, включал портрет Хайле Селассие в овале.
В 1967 году был выпущен первый почтовый блок Эфиопии.

Примеры почтовых марок Эфиопии, выходивших в 1970-х — 1980-х годах
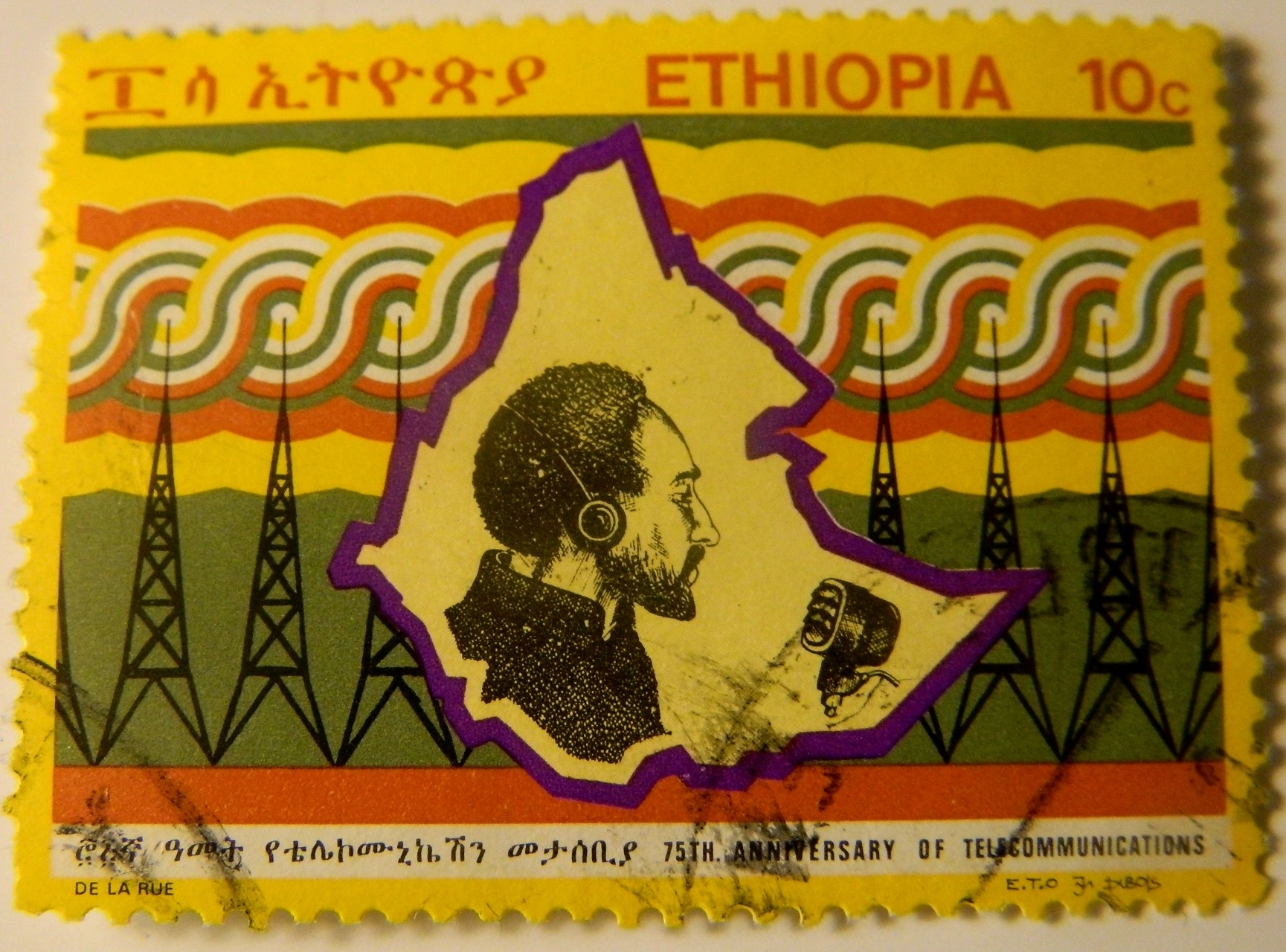
1971: император Хайле Селассие I говорит по радиосети, введённой в действие в 1933 году. Из серии в честь 75-летия первого телефонного звонка между Менеликом II и Р. Мэконныном

Конверты первого дня Эфиопии
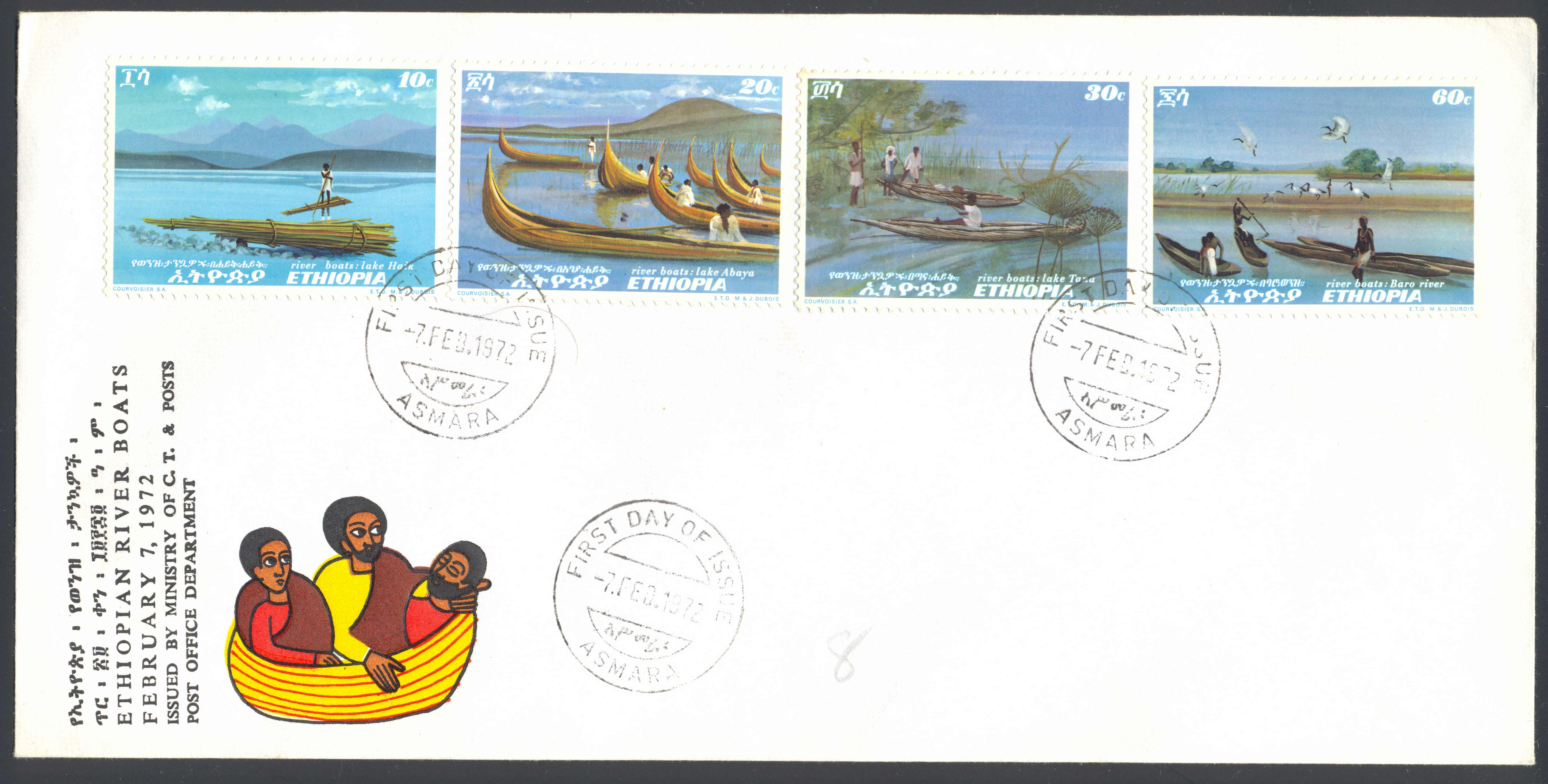
1972: серия марок, на которых запечатлены речные лодки
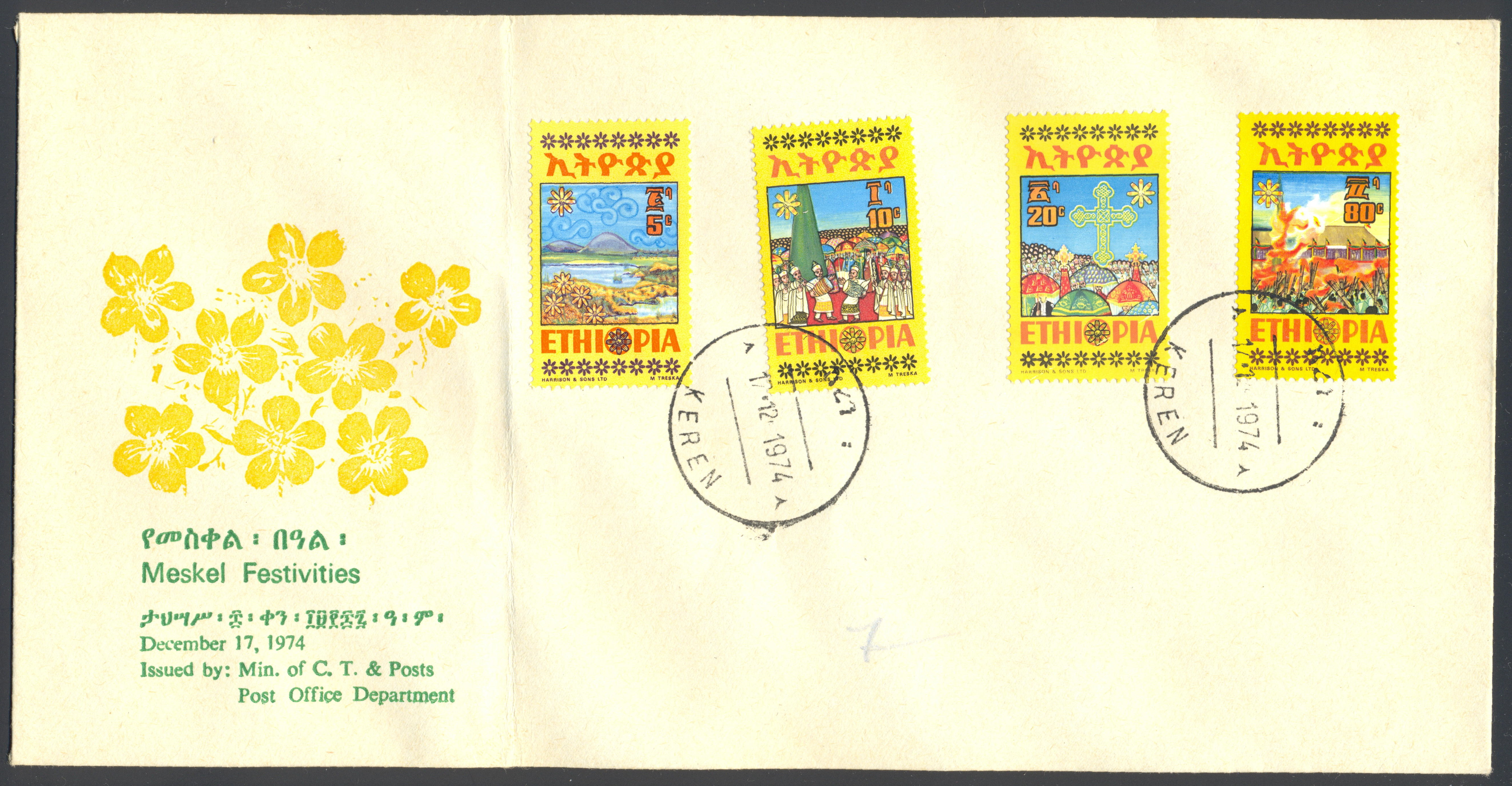
1974: серия марок о христианском празднике Мескель[англ.] (в честь обретения Животворящего Креста)

С 1974 года праздник Нового года, отмечаемый в Эфиопии 11—12 сентября, совпадает с днём народно-демократической революции, что нашло отражение на новогодних марках этой страны.
В 1980 году почта Социалистической Эфиопии отметила выпуском специальной серии марок XXII Олимпийские игры в Москве.

## Другие виды почтовых марок

### Служебные
Первые служебные марки увидели свет на территории Эфиопии в 1886 году.

### Авиапочтовые
С 1929 года начался выпуск авиапочтовых марок Эфиопии. На первых авиапочтовых марках производилась надпечатка в виде силуэта самолёта[≡]. В дальнейшем такие марки содержали надпись «Avion» («Авиа»).

### Почтово-благотворительные
В 1936 году появились первые почтово-благотворительные марки страны.

### Доплатные
Доплатные марки выпускались в Эфиопии с 1896 года. Известна надпечатка на доплатных марках в виде латинской буквы «T» («доплата»). К 1963 году в общей сложности было издано 49 доплатных марок.

### Спешные
По состоянию на 1963 год, в Эфиопии были эмитированы четыре марки спешной почты.

## Французская почта в Эфиопии
В 1906—1908 годах в городах Харар, Дыре-Дауа (до которого около 1906 года была проложена железная дорога из Джибути) и Аддис-Абеба работали французские почтовые отделения. На первых марках, выпущенных в период 1906—1908 годов, была надпись «Levant» («Восток»), но номиналы обозначались не в турецкой, а во французской валюте. Для франкировки отправляемой за границу почты наклеивались почтовые марки Обока или Французского Сомали. Исходящая корреспонденция пересылалась либо через Французское Сомали, либо через Британский Сомалиленд до Адена, благодаря чему на заказных письмах того периода встречается смешанная франкировка марками Эфиопии, Французского или Британского Сомали и Индии, которые наклеивались в Адене. В 1908 году французские почтовые отделения на территории Эфиопии были закрыты после её вступления в ВПС.

## Итальянская оккупация
В 1936—1938 годах Эфиопия была оккупирована Италией. 22 мая 1936 года в обращение вышел итальянский аннексионный выпуск с надписью «Ethiopia». Для почтовых марок этого периода характерны надписи на итальянском языке: «Etiopia» («Эфиопия»), «Poste coloniali italiane» («Итальянская колониальная почта»), на амхарском и сомалийском языке (в арабской графике).
В период с 1938 по 1941 год в обращении на территории оккупированной Эфиопии находились почтовые марки Итальянской Восточной Африки.

## Местная почта Дахлакской экспедиции
Архипелаг Дахлак находится в Красном море, в нескольких десятках километров от африканского побережья, включает 128 коралловых островов и до 1991 года был под контролем Эфиопии, став частью Эритреи в 1993 году. Острова лежат на удалении от основных морских путей, располагают скудной растительностью и недостатком воды и в то же время уникальным по составу животным миром. Именно по этой причине организованное по инициативе полковника Дж. Блэшфорда-Снелла в Англии в 1969 году Общество научных исследований (англ. Scientific Exploration Society) выбрало этот архипелаг в качестве места одной из первых своих экспедиций. Заодно планировалось разведать возможности открытия туристических маршрутов. В распоряжении Дахлакской поисковой экспедиции (Dahlak Quest Expedition) для обеспечения собственных транспортных нужд имелись небольшой самолёт и катер.
При содействии Эфиопской туристической организации (Ethiopian Tourist Organization) и с согласия почтового ведомства Эфиопии было получено разрешение на производство для экспедиции специальных марок и конвертов. Дизайн выпуска был выполнен венгерским художником Д. Вашархейи. Выпуск печатался офсетным способом в виде одного кляйнбогена, составленного из шести марок — четырёх марок номиналом по 15 центов и двух авиапочтовых номиналом по 30 центов. Сюжеты марок включают изображения самолёта на фоне карты с указанием опорной базы в Массауа и главной базы на Нокре, трёх животных местной фауны, здания штаб-квартиры компании MC Group (по-видимому, спонсора экспедиции) в Лондоне и катера экспедиции. На каше конвертов была представлена подробная карта района экспедиционных изысканий, местонахождение полевых лагерей, маршруты передвижения самолёта и катера. Марки и конверты находились в употреблении только для перевозки почты с помощью экспедиционных транспортных средств по воздуху или морем между полевыми лагерями и опорной базой в Массауа. Гашение писем осуществлялось шестью различными официальными штемпелями (Массауа; главная база; полевые лагеря Диссей,Шумма, Эрва, Нора).
По завершении экспедиции в январе 1970 года были добыты ценные материалы для дальнейших научных исследований, а филателистические сувениры экспедиции остались ещё одним напоминанием об этом событии.
Как утверждает И. Шевченко, на архипелаге, по некоторым неуточненным сведениям, функционировала частная почта, применявшая собственные марки с обозначением островов Дахлак. Однако речь, вероятно, идёт всё о той же местной почте Дахлакской поисковой экспедиции, на марках которой, по данным Р. Барнса, трижды были сделаны надпечатки в период с 1969 по 1971 год. Одной из целей этой экспедиции было возможное продвижение Дахлакских островов в качестве объектов всемирного наследия ЮНЕСКО. При этом Общество научных исследований прибегало к известной филателистической практике — эмиссии «марок-золушек», чтобы помочь в покрытии расходов экспедиции. В то же время, по информации Р. Барнса, оригинальный выпуск марок экспедиции (без надпечаток) использовался для локальной пересылки почтовых отправлений; его тираж составил 5000 экземпляров кляйнбогенов. Надпечатка, которая производилась в 1969 году, содержала текст: «Christmas 1969» («Рождество 1969 года»); в 1970 году поверх этого выпуска была сделана ещё одна надпечатка: «1970 Starfish Investigation» («Исследование морских звёзд 1970 года»).

## Развитие филателии
В 1975 году при центральном почтамте Аддис-Абебы был открыт Музей почты и почтовых марок, ныне Национальный почтовый музей.
Красочные и разнообразные почтовые марки Эфиопии пользуются значительной популярностью у коллекционеров мира. Например, израильский филателист Нахум Каплан собрал коллекцию марок Эфиопии, за экспонирование которой он завоёвывал высокие призы на международных филателистических выставках.
В США существует Эфиопское филателистическое общество (Ethiopian Philatelic Society), объединяющее собирателей филателистических материалов Эфиопии. По состоянию на 2020 год, страна не была представлена собственной национальной филателистической организацией в Международной федерации филателии.